# マリア・ブラニャス・モレラ

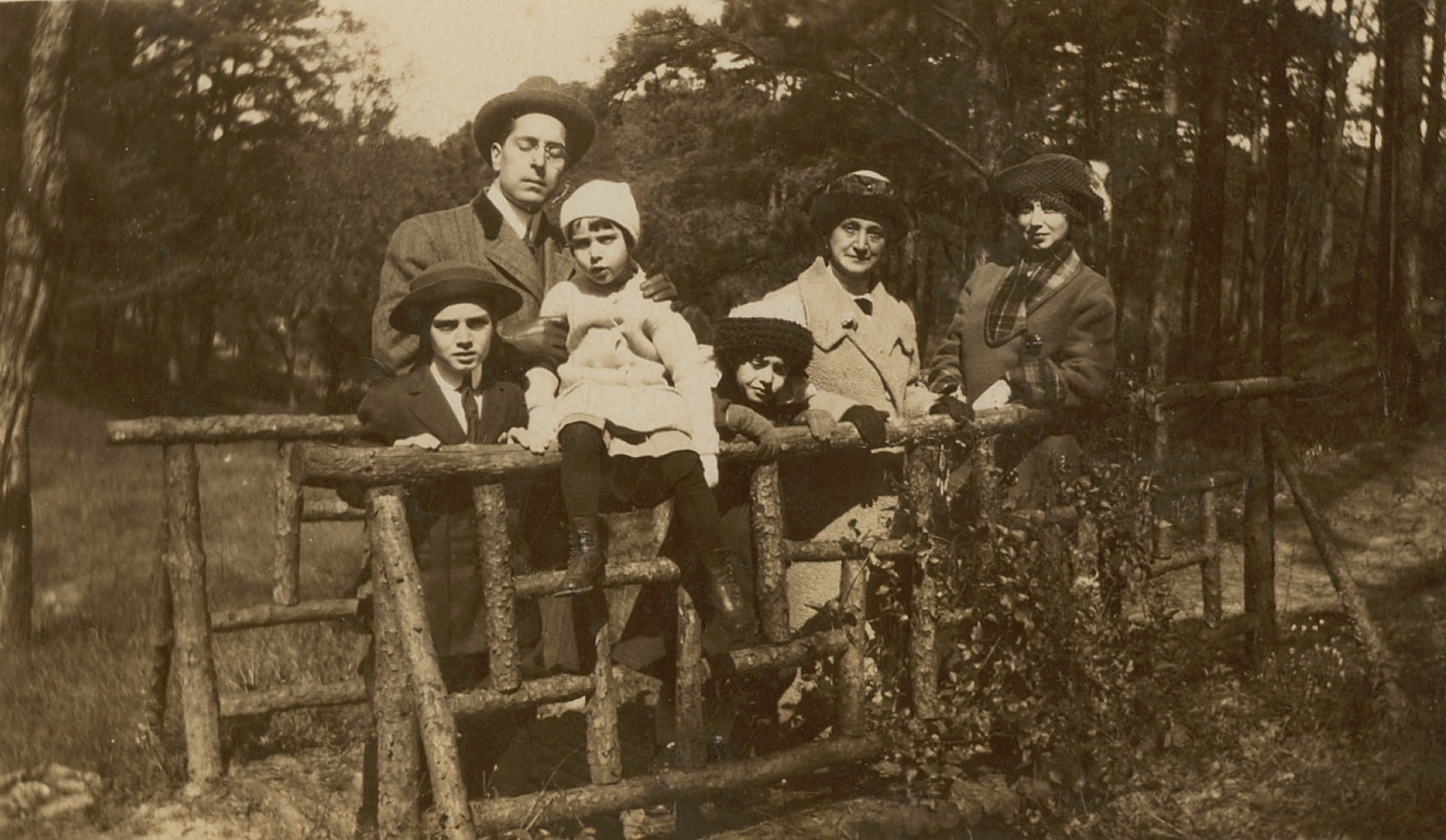
1911年のニューオーリンズ。家族と並んでいるマリア・ブラニャス・モレラ（左から3人目）

マリア・ブラニャス・モレラ（Maria Branyas Morera、1907年3月4日 - 2024年8月19日）は、スペイン・カタルーニャ州在住だった長寿の女性。アメリカ合衆国・カリフォルニア州出身。2023年1月17日から死去まで、存命人物では世界最高齢者であった。また、スペインの歴代最高齢者でもあった。

## 来歴
1907年3月4日、カリフォルニア州に生まれる。彼女の家族は前年に同州のサンフランシスコに移住したばかりであった。その後ニューオーリンズに旅行したのち、1915年にスペイン・カタルーニャ州に移住する。秋ごろに鼓膜を負傷し、それ以降片耳は聞こえないままである。父親、ジョセフ・ブラニャス・ジュリアは肺結核で死去。37歳没。1931年に結婚し、3人の子供を設ける。2000年、93歳の時にケアホームに引っ越す。鼓膜を負傷し耳が聞こえない状況であるため、音声テキスト端末による会話でコミュニケーションをとっていた。
2017年の110歳の誕生日の際も「（2017年）現在もまだ新聞を毎日読んでいる」と報道された。
2020年4月にはCOVID-19で陽性反応を示したものの、無事であった。COVID-19からの回復者としては2021年2月にリュシル・ランドンが回復するまでの間最高齢者であった。その後の2021年1月にはワクチンを接種した。長寿の秘訣としては、「秩序のある生活で社会的に楽しく暮らして、過剰な部分を作らない」と語っている。
2021年6月にはGRGにより生年月日が検証された。
2023年1月17日に世界最高齢者だったリュシル・ランドンが死去し、115歳319日で存命人物では世界最高齢者になった。
2023年4月21日、116歳48日でアナ・ベラ＝ルビオの記録を抜きスペインの歴代最高齢者になった。
2024年8月19日、ウロットで死去。117歳没。これにより新たな世界最高齢者は糸岡富子となった。また、生年月日に確証がある1907年生まれの人物は全員この世を去った。

## 人物
長寿の秘訣は、毎日のヨーグルト。「秩序、静けさ、家族や友人との良好なつながり、自然との触れ合い、情緒の安定、心配しないこと、後悔のないこと、前向きでいること」、「有害な人たちを避けること」。